# BD-08 2823 c
BD-08 2823 c è un pianeta extrasolare distante circa 137 anni luce dalla Terra, orbitante attorno alla stella BD-08 2823,nella costellazione del Sestante. È stato scoperto nel 2009 dallo strumento HARPS dell'osservatorio di La Silla col metodo della velocità radiale.

## Caratteristiche
BD-08 2823c è un pianeta poco più piccolo di Giove ed ha almeno un terzo della sua massa ed orbita attorno ad una nana gialla molto simile al nostro Sole ogni 7,8 mesi circa. Si tratta di un gigante gassoso che orbita a 0,68 UA dalla sua stella, ovvero a circa 102 milioni di chilometri. 
Questo pianeta è anche considerato un giove eccentrico, in quanto la sua orbita non è circolare ma ellittica e passa da 102 a 155 milioni di chilometri nel corso della sua rivoluzione, che dura circa 237 giorni. 